# Molare (chanteur)
Pour les articles homonymes, voir Molare (homonymie).
Molare, de son vrai nom Soumahoro Mauryféré,, (né le 2 mai 1979, dans le village de Micka), est un chanteur ivoirien de coupé-décalé. Il est propriétaire de quatre entreprises : M GROUP pour l’événementiel et différents festivals, 10 positif spécialisé dans l'implémentation évènementielle et M Prod pour la production artistique.
Il est décoré par son pays : chevalier de l'ordre national du mérite en 2017. Il est classé chaque année dans le top 100 personnalités les plus influentes de son pays la Côte d'Ivoire. Il a organisé plusieurs concerts à succès dont ceux du défunt DJ Arafat, Wizkid, Akon, Dadju, Gims et bien d'autres.
Il est aussi l'initiateur des PRIMUD (prix des musiques urbaines) devenu La cérémonie de remise de prix et de distinctions la plus réputée en Afrique francophone depuis 7 ans. Il est avant tout connu sur le continent africain comme étant un des cocréateurs du coupé-décalé.

## Biographie
Molare est issu d’une famille aisée,. Dans les années 1980, son père Boulaye Soumahoro est administrateur des postes et télécommunications ensuite celui-ci occupe le poste de directeur général de la Poste en Cote d’Ivoire il est aussi au conseil économique et social .
Molare part en France en 1996 pour poursuivre les études, après un baccalauréat en sciences économiques et sociales, il obtient un BTS en marketing et communication. Il décide d'arrêter les études en 2001 pour se lancer dans la musique tout en étant à Paris et choisit comme genre musical le coupé décalé. Son nom Molare lui vient du surnom « Molah » que lui donne un disc jockey d’Abidjan, et que son ami DJ Jacob complète avec ré. Il intègre la Jet set et est nommé premier ministre de ce mouvement  - qui a fait naitre le coupé décalé - dont font partie Douk Saga, Boro Sanguy, Lino Versace, Chacoolé, Serge Defalley et Solo Béton. Concepteur du « boucan » et du « décalé chinois », Molare est également un homme d’affaires à succès. Il intègre le groupe Trace en tant que talent manager et responsable évent plus tard.
Il est propriétaire du label Molare Prod qui organise le premier festival du coupé décalé en décembre 2007 au complexe municipal de yopougon, de la structure M Group ; puis initiateur des PRIMUD (Prix International des Musiques Urbaines) qui sont à leur 7e éditiondevenue par la même la cérémonie de distinction la plus réputée d’Afrique Francophone. Il est père de trois enfants.
Molare est aussi reconnu dans son pays pour ces différents dons envers les démunis, pour son apport en conseil, en numéraire et en matériel au niveau de la culture[réf. nécessaire]. En 2018, il obtient une certification en management d'entreprises[réf. nécessaire].
Le 17 juillet 2025, il est incarcéré au pôle pénitentiaire d'Abidjan, suite au mandat de dépôt émis à son encontre pour son implication dans un accident routier mortel, le 2 juillet 2025,.

## Distinctions
- Chevalier de l'ordre national du mérite[15]
- Double disque d'or avec le groupe 113 pour l'album 113 dégré : on est ensemble[16]
- Artiste de l'année 2013 à Abidjan  [9]
- Meilleur artiste au Niger[12]
- Meilleur artiste au Mali [12]
- Meilleur chanteur d’ Afrique de l'Ouest aux Kora Awards en Afrique du Sud [12]
- Prix Talent manageur dans le groupe audiovisuel Trace en 2015[17]

## Discographie
- 2003 : Le Boucan
- 2004 : Aime le molare (single avec Freddy Assogbah)
- 2005 : On est ensemble (single avec Mokobé
- 2006 : Hommage à Douk Saga et Jet Set (plusieurs singles)
- 2008 : Ça va se savoir
- 2012 : Autre dimension
- 2013 : On se laissera
- 2013 : Sauvagement
- 2014 : Allons seulement
- 2015 : Fouettement, Le Goumin
- 2016 : On ta siri, Voilà la partie, Moulobey (feat. Claire Bailly)
- 2017 : Tu me manques, Main dedans
- 2018 : Tu vas y arriver, Sommet
- 2019 : Sommet
- 2020 : Numéro 10
- 2022 : Yee Molaré[18]